# Reaktor RBMK
Reaktor RBMK (rus. Реакtор Большой Мощности Канальный ili Reaktor Bolšoj Močnosti Kanaljnij) je nuklearni reaktor koji je hlađen običnom vodom, te moderiran grafitom LWGR (eng. Light Water-cooled Graphite-moderated Reactor), odnosno ruska verzija kipućeg reaktora kanalnog tipa. Ovaj je tip reaktora moderiran grafitom i hlađen kipućom vodom. Nuklearno gorivo mu je oksid obogaćenog uranija, čime je smanjena potreba za učestalim zamjenama goriva. Za razliku od svojih prethodnika, ti reaktori koriste više temperature rashladnog sredstva. Spada u ranu varijantu nuklearnih reaktora II. generacije.
Osim povoljnih ekonomskih okolnosti u ovog tipa reaktora gorivo se može mijenjati za vrijeme rada reaktora, odnosno bez zaustavljanja, a reaktor je proizvodio i plutonij za vojne svrhe. Građen je samo u bivšem Sovjetskom Savezu i bio vrhunac sovjetskog nuklearnog programa za proizvodnju reaktora u vojne svrhe. Kako je reaktor VVER bio tehnološki puno zahtjevniji, bivši Sovjetski Savez se više zalagao za gradnju reaktora RBMK. Reaktor tipa RBMK bio je uključen u Černobilsku nesreću. Tehnologija RBMK je razvijena pedesetih godina 20. stoljeća i sada se smatra zastarjelom. Danas je u pogonu još desetak ovakvih reaktora i to isključivo u Rusiji.

## Nuklearne elektrane s reaktorima RBMK
Donja tablica pokazuje stanje nuklearnih elektrana s reaktorima RBMK: u normalnom radu su obojene zeleno, zatvorene nuklearne elektrane su obojene crveno, nuklearne elektrane u gradnji su žuto i stavljena izvan pogona su plavo.
| Nuklearni reaktor     | Vrsta reaktora | Stanje                           | Nominalna snaga (MW) | Maksimalna snaga (MW) |
| --------------------- | -------------- | -------------------------------- | -------------------- | --------------------- |
| Černobil-1 (Ukrajina) | RBMK-1000      | zatvorena 1996.                  | 740                  | 800                   |
| Černobil-2            | RBMK-1000      | zatvorena 1991.                  | 925                  | 1 000                 |
| Černobil-3            | RBMK-1000      | zatvorena 2000.                  | 925                  | 1 000                 |
| Černobil-4            | RBMK-1000      | Černobilska nesreća 1986.        | 925                  | 1 000                 |
| Černobil-5            | RBMK-1000      | obustavljena gradnja 1986.       | 950                  | 1 000                 |
| Černobil-6            | RBMK-1000      | obustavljena gradnja 1986.       | 950                  | 1,000                 |
| Ignalina-1 (Litva)    | RBMK-1500      | zatvorena 2004.                  | 1 185                | 1 300                 |
| Ignalina-2            | RBMK-1500      | zatvorena 2009.                  | 1 185                | 1 300                 |
| Ignalina-3            | RBMK-1500      | obustavljena gradnja 1988.       | 1 380                | 1 500                 |
| Ignalina-4            | RBMK-1500      | obustavljena gradnja 1988.       | 1 380                | 1 500                 |
| Kostroma-1 (Rusija)   | RBMK-1500      | obustavljena gradnja 1980-tih    | 1 380                | 1 500                 |
| Kostroma-2            | RBMK-1500      | obustavljena gradnja 1980-tih    | 1 380                | 1 500                 |
| Kursk-1 (Rusija)      | RBMK-1000      | u normalnom radu                 | 925                  | 1 000                 |
| Kursk-2               | RBMK-1000      | u normalnom radu                 | 925                  | 1 000                 |
| Kursk-3               | RBMK-1000      | u normalnom radu                 | 925                  | 1 000                 |
| Kursk-4               | RBMK-1000      | u normalnom radu                 | 925                  | 1 000                 |
| Kursk-5               | RBMK-1000      | u gradnji od 1985. (razmještena) | 925                  | 1 000                 |
| Kursk-6               | RBMK-1000      | obustavljena gradnja 1993.       | 925                  | 1 000                 |
| Lenjingrad-1 (Rusija) | RBMK-1000      | u normalnom radu                 | 925                  | 1 000                 |
| Lenjingrad-2          | RBMK-1000      | u normalnom radu                 | 925                  | 1 000                 |
| Lenjingrad-3          | RBMK-1000      | u normalnom radu                 | 925                  | 1 000                 |
| Lenjingrad-4          | RBMK-1000      | u normalnom radu                 | 925                  | 1 000                 |
| Smolensk-1 (Rusija)   | RBMK-1000      | u normalnom radu                 | 925                  | 1 000                 |
| Smolensk-2            | RBMK-1000      | u normalnom radu                 | 925                  | 1 000                 |
| Smolensk-3            | RBMK-1000      | u normalnom radu                 | 925                  | 1 000                 |
| Smolensk-4            | RBMK-1000      | obustavljena gradnja 1993.       | 925                  | 1 000                 |